# سباستيان روش
سباستيان تشارلس إدوارد روش (بالفرنسية: Sebastian Charles Edward Roché) هو ممثل فرنسي ولد بتاريخ 4 أوت 1964 في باريس.

## أعماله
مثل في عدة أفلام ومسلسلات منها الرجل في القلعة العالية ومشية بين شواهد القبور ومغامرات تان تان.

## وصلات خارجية
- سباسيتان روش على موقع IMDb (الإنجليزية)
- سباسيتان روش على موقع ألو سيني (الفرنسية)
- سباسيتان روش على موقع أول موفي (الإنجليزية)
- سباسيتان روش على موقع قاعدة بيانات برودواي على الإنترنت (الإنجليزية)
- سباسيتان روش على موقع قاعدة بيانات الأفلام السويدية (السويدية)
- سباسيتان روش على موقع إن إن دي بي (الإنجليزية)
- سباسيتان روش على موقع قاعدة بيانات الفيلم (الإنجليزية)

صفحته على IMDb